# Julián Cuesta
Julián Cuesta Díaz, noto anche come Julián (Granada, 28 marzo 1991), è un calciatore spagnolo, portiere dell'Arīs Salonicco.

## Carriera
Fu acquistato dalle giovanili del Siviglia a 16 anni, nel 2007, e viene, tre anni più tardi, aggregato alla squadra B, con la quale esordisce in Segunda División B. Nel campionato raccoglie 52 presenze in tre stagioni, riuscendo a guadagnarsi il posto da titolare. Le ottime performance gli conferiscono la convocazione con la squadra A, con cui esordisce il 28 gennaio 2013, essendo sia Diego López (ceduto nella sessione invernale di mercato al Real Madrid) che Andrés Palop (infortunato) indisponibili. Alla prima in Liga, vinta 3-0 ai danni del Granada, Julián riesce anche a mantenere la porta inviolata.
Tuttavia con il club raccoglie una sola presenza e, nel mercato di gennaio 2014 viene ceduto in prestito all'Almería fino al termine della stagione.

## Statistiche

### Presenze e reti nei club
Statistiche aggiornate al 7 febbraio 2021.
| Stagione              | Squadra               | Campionato            | Campionato | Campionato | Coppa nazionale | Coppa nazionale | Coppa nazionale | Coppe europee | Coppe europee | Coppe europee | Altre coppe | Altre coppe | Altre coppe | Totale | Totale |
| Stagione              | Squadra               | Comp                  | Pres       | Reti       | Comp            | Pres            | Reti            | Comp          | Pres          | Reti          | Comp        | Pres        | Reti        | Pres   | Reti   |
| --------------------- | --------------------- | --------------------- | ---------- | ---------- | --------------- | --------------- | --------------- | ------------- | ------------- | ------------- | ----------- | ----------- | ----------- | ------ | ------ |
| 2010-2011             | Siviglia Atlético     | SDB                   | 11         | -13        | -               | -               | -               | -             | -             | -             | -           | -           | -           | 11     | -13    |
| 2011-2012             | Siviglia Atlético     | SDB                   | 17         | -15        | -               | -               | -               | -             | -             | -             | -           | -           | -           | 17     | -15    |
| ago. 2012-gen. 2013   | Siviglia Atlético     | SDB                   | 26         | -21        | -               | -               | -               | -             | -             | -             | -           | -           | -           | 26     | -21    |
| Totale Siviglia B     | Totale Siviglia B     | Totale Siviglia B     | 52         | -49        |                 | -               | -               |               | -             | -             |             | -           | -           | 52     | -49    |
| gen.-giu. 2013        | Siviglia              | PD                    | 1          | 0          | CR              | 0               | 0               | -             | -             | -             | -           | -           | -           | 1      | 0      |
| ago. 2013-gen. 2014   | Siviglia              | PD                    | 0          | 0          | CR              | 0               | 0               | UEL           | 0             | 0             | -           | -           | -           | 0      | 0      |
| Totale Siviglia       | Totale Siviglia       | Totale Siviglia       | 1          | 0          |                 | 0               | 0               |               | 0             | 0             |             | -           | -           | 1      | 0      |
| gen.-giu. 2014        | Almería               | PD                    | 0          | 0          | CR              | 0               | 0               | -             | -             | -             | -           | -           | -           | 0      | 0      |
| 2014-2015             | Almería               | PD                    | 6          | -9         | CR              | 4               | -6              | -             | -             | -             | -           | -           | -           | 10     | -15    |
| Totale Almería        | Totale Almería        | Totale Almería        | 6          | -9         |                 | 4               | -6              |               | 0             | 0             |             | -           | -           | 10     | -15    |
| 2018-2019             | Arīs Salonicco        | SL                    | 30         | -31        | KE              | 1               | -1              | -             | -             | -             | -           | -           | -           | 31     | -32    |
| 2019-2020             | Arīs Salonicco        | SL                    | 23         | -30        | KE              | 6               | -5              | UEL           | 4             | -4            |             | -           | -           | 33     | -39    |
| 2020-2021             | Arīs Salonicco        | SL                    | 4          | -3         | KE              | 1               | -0              | UEL           | 1             | -2            |             | -           | -           | 6      | -5     |
| Totale Arīs Salonicco | Totale Arīs Salonicco | Totale Arīs Salonicco | 57         | -71        |                 | 8               | -6              |               | 5             | -6            |             | -           | -           | 70     | -76    |
| Totale carriera       | Totale carriera       | Totale carriera       | 79         | -84        |                 | 10              | -11             |               | 5             | -6            |             | -           | -           | 90     | -97    |